# Rum (ital)

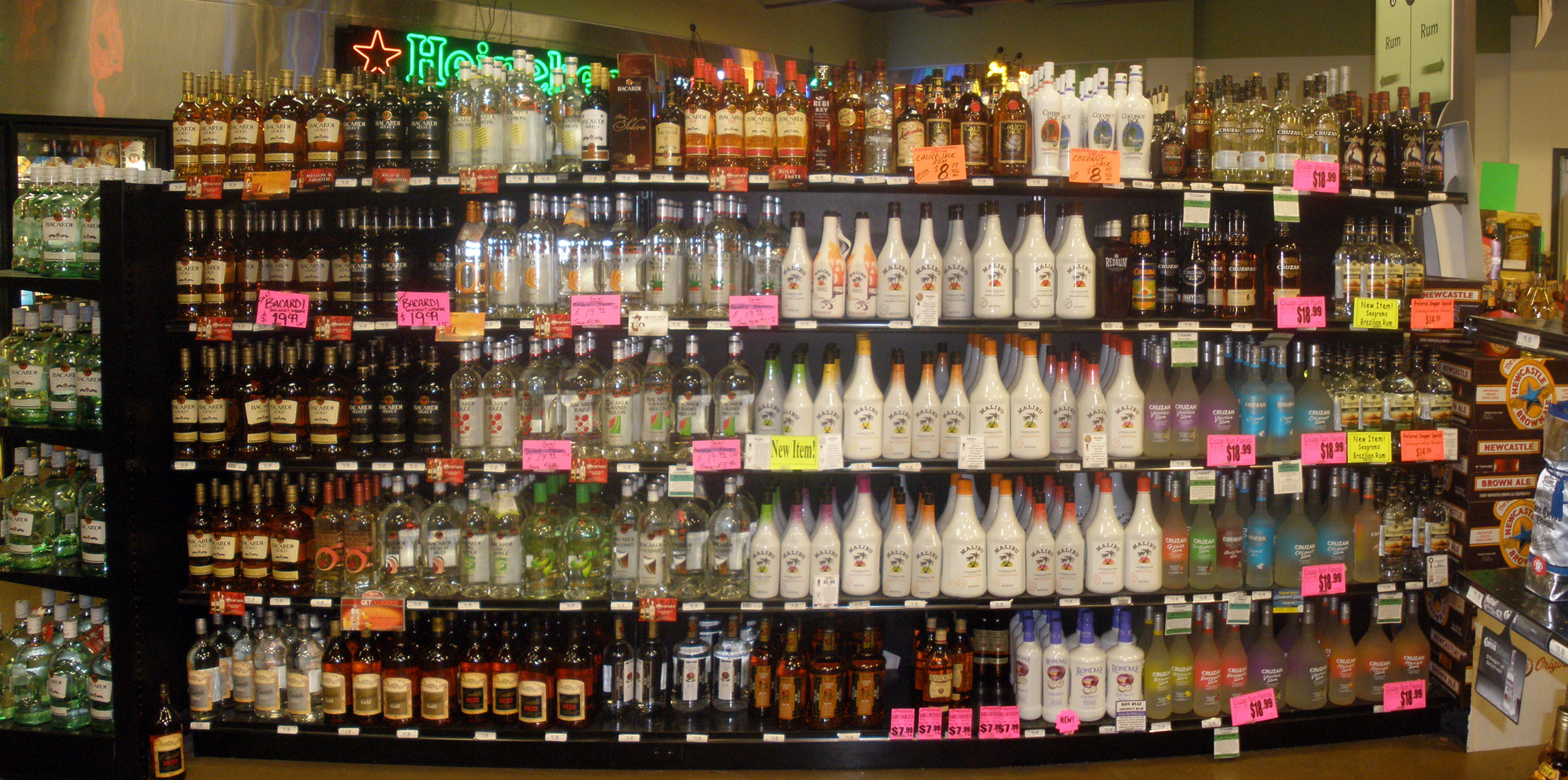
Rumkínálat egy amerikai italbolt polcain

A rum a nádcukorgyártáskor fennmaradt melaszból, vagy közvetlenül a cukornád levéből erjesztett és lepárolt égetett szesz. A tiszta párlatot általában tölgyfa hordókban érlelik, és gyakran karamellel színezik, amitől barnás színt kap. Az évekig érlelt rumok elnevezése gyakran „ron añejo” („érlelt rum”) vagy „ron viejo” („idős rum”). Általában 37,5–60% alkoholtartalommal palackozzák.
A világ rumtermelésének nagyobbik része a Karib-térségben és Latin-Amerikában összpontosul. A térség rumtermelő országai a Dominikai Köztársaság, Martinique, Guatemala, Kolumbia, Venezuela, Bolívia, Barbados, Jamaica, Saint Lucia, Trinidad és Tobago, Puerto Rico, az Amerikai Virgin-szigetek, Brazília, Haiti, Belize, Grenada, Guyana, Peru és Kuba. Szintén ismert rumtermelők a spanyol Kanári-szigetek, Ausztrália, a Fidzsi-szigetek, Mexikó, Hawaii, a Fülöp-szigetek, India, Réunion, Mauritius és a Dél-afrikai Köztársaság. Európában Franciaország, Spanyolország és Portugália rendelkezik eredetvédett rumokkal.
Eredetileg a könnyű rumokat főként koktélokban, míg az arany és sötét fajtákat magukban fogyasztották vagy konyhában használták, de ma már ez utóbbiak is inkább koktélösszetevőkként népszerűek. Hosszabban érlelt, felső kategóriás rumok is léteznek azonban, melyeket önmagukban vagy jéggel is fogyasztják.
A Karib-szigeteken meghatározó szerepe van rumnak, és gyakran a Brit Királyi Haditengerészethez vagy a kalózokhoz kötik. A rum fizetőeszközként is működött, például a rabszolga-kereskedelemben, szervezett bűnözésben vagy felkelésekkor (például az amerikai függetlenségi háborúban vagy az ausztrál rumlázadás alatt).
Nevének keletkezéséről a cukor latin nevének (saccharum) rövidülése tűnik a legvalószínűbbnek. Más források szerint a rumbillion, „zűrzavar” szóból ered.

## Története

### Eredet

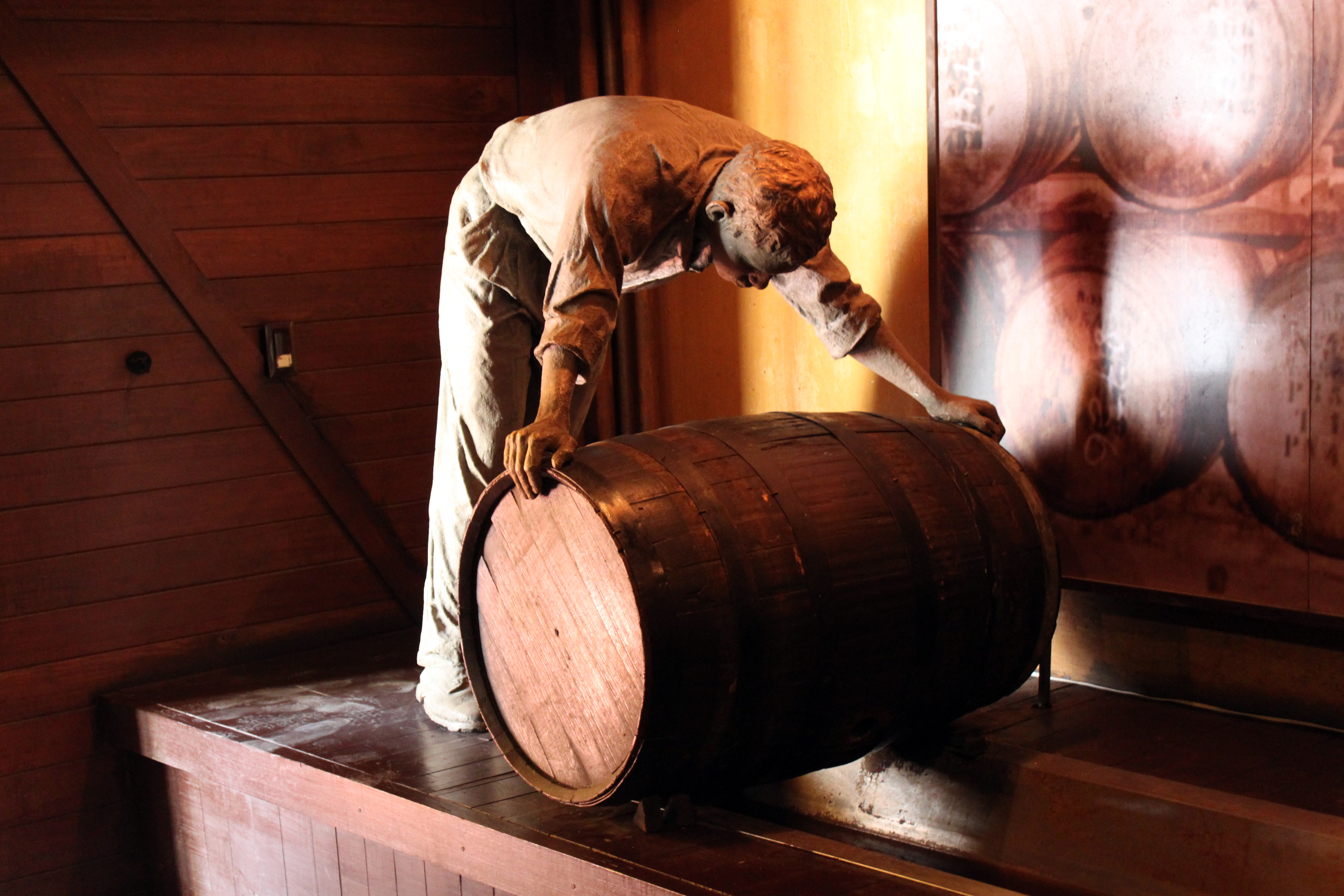
Rummúzeum, Havanna, Kuba

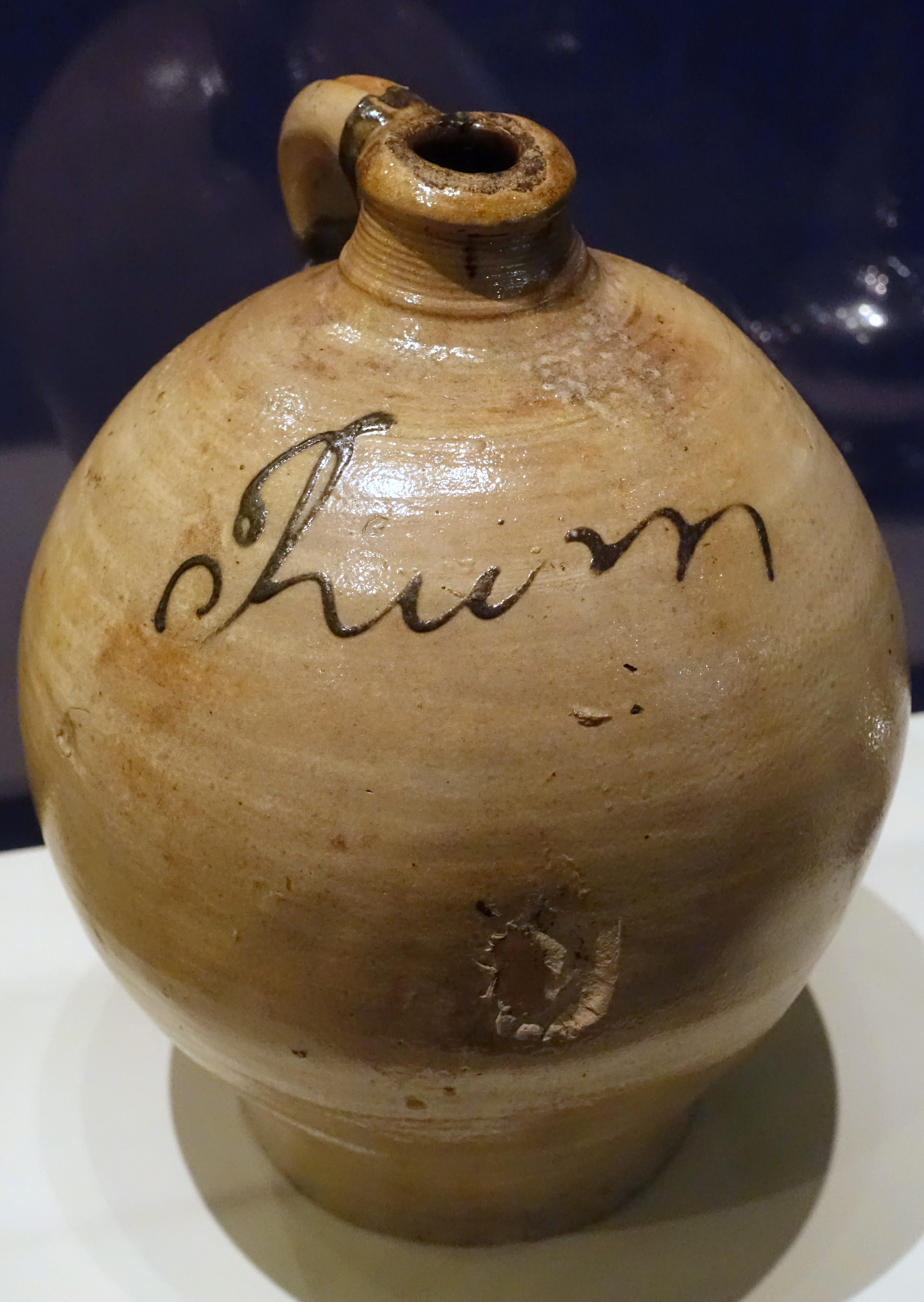
Rumoskorsó, 1790-ből, National Museum of American History, USA

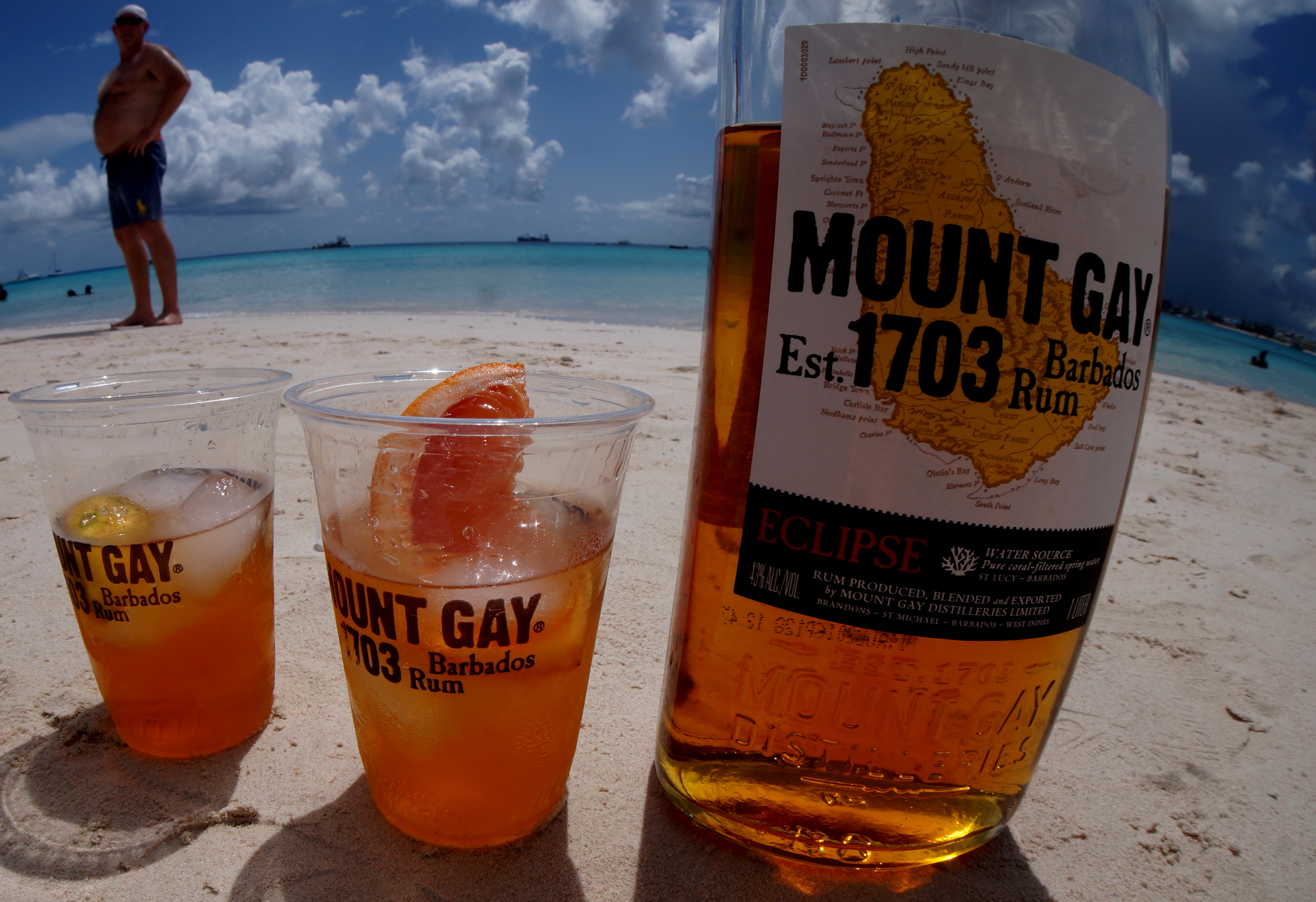
Mount Gay rum, Barbados

A rum elődei már az ókorban kialakultak. A cukornádszirupból erjesztett italok valószínűleg az ókori Indiából vagy Kínából terjedtek el. Ilyen ital például a brum, amelyet a maláj nép készített több ezer évvel ezelőtt. Marco Polo egyik feljegyzésében „egy nagyon jó, cukorból készült borról” ír, a mai Irán területéről.
Az első rumlepárlás a 17. században történt a Karib-térség valamelyik cukornádültetvényén. Az ültetvényeken dolgozó rabszolgák rájöttek, hogy a cukorkészítés egyik melléktermékéből, a melaszból alkoholt lehet erjeszteni. Később ezeket az italokat lepárolták, így megnőtt az alkoholtartalom és megszületett a valódi rum. Egyesek szerint a rum Barbadosról származik, mások úgy vélik, Puerto Rico a rum igazi hazája. Ma már Barbados, Jamaica, Kuba, Puerto Rico, Martinique mezőgazdaságának jelentős részét teszi ki a cukornádtermelés és a rum gyártása.

### Amerikai gyarmatok
A rum kifejlesztése után gyorsan elterjedt az amerikai gyarmatokon. Hogy a növekvő igényt kielégítsék, 1664-ben Amerikában a mai Staten Island területén megalakult az első rumfőzde. Ezt követte három évvel később Boston. A becsült átlagrumfogyasztás az amerikai függetlenségi háború előtt 13,5 liter volt évente, a nőket és a gyerekeket is beleszámolva.

### Közép-Európa és Magyarország
Az Habsburg Birodalom nem rendelkezett nádcukortermelő gyarmatokkal, ám a jóval olcsóbb répacukor 19. századi elterjedése előtt jelentősebb mennyiségű nyers nádcukrot importált, melynek a finomítása után megmaradt melaszból rumot is főztek. Ennek véges mennyisége miatt azonban már korábban is készültek egyéb szesz fűszerezésével készült rumutánzatok, melyek legkorábbi ismert képviselője a – ma már eredetvédett – osztrák Inländerrum („belföldi rum”) volt, és a legtöbbször ez után nevezték el a különböző helyi változatokat is. Ilyen volt a cseh tuzemský rum (ma egyszerűen tuzemák vagy tuzemský) és a szlovén domači rum, mely utóbbi ma szintén eredetvédett.
A 19. század elején magyar rum is készült, az első hazai utánzatot pedig 1822-ben szabadalmaztatta Bergamenter Zsigmond bécsi szeszgyáros. A környező országokkal ellentétben az utánzatokat itt egyszerűen rumnak nevezték, és a valódi rumokat különböztették meg időnként, például cukornádrum néven. A 20. század első felében a megtermelt étkezési finomszesz legnagyobb részét likőrök és rumutánzatok formájában hozták forgalomba – a szeszipari cégeket gyakran „rum- és likőrgyárnak” nevezték. A 20. század második felétől kezdve egészen Magyarország európai uniós csatlakozásáig a magyar „rumok” finomszesz, lágyított víz, mesterséges rumeszencia és szintetikus színezékek felhasználásával készültek. Mivel az Európai Unió közösségi irányelvei csak a valódi rumok esetén engedélyezik a rum megnevezést, az ilyen utánzatok különböző fantázianevekkel és szeszes ital, később ízesített vodka megnevezéssel maradtak forgalomban, illetve likőrré vagy Rum-Verschnitté alakították őket.

## Fajtái
A rum osztályozása valamelyest problémás, mivel nincsenek általánosan elfogadott szabványai – a rum készítése a különböző országok törvényein és szabályain múlik. Eltérőek például a megkövetelt szeszfok, az érlelés, vagy az elnevezés követelményei.
Kolumbiában például legalább 50% szesztartalmúnak kell lennie, Chilében viszont 40% a minimum. Mexikóban legalább nyolc hónapig kell érlelni, míg a Dominikai Köztársaságban, Panamában és Venezuelában két évig. Argentína „fehér”, „arany”, „könnyű” és „különlegesen könnyű” fajtákat különböztet meg, míg Barbados „fehéret”, 50% fölöttit („overproof”) és „érleltet”, az Egyesült Államok pedig rumot, rumlikőrt és ízesített rumot. Ausztrália a sötét (Dark vagy Red) és a fehér (White) rumot különbözteti meg, valamint az 50% alatti (UP – underproof) és fölötti, háromszor párolt (OP – overproof) rumokat.
Az alábbi fajták leginkább a spanyol nyelvterületre jellemzőek, de az Amerikai Egyesült Államokban is ezek a rumok terjedtek el:
- fehér rum: főképp koktélokhoz használják, illetve a gyümölccsel ízesített rumok alapja. Pár hónapig üveggel bélelt tankokban érlelik, majd 37,5–40%-ra beállítják, szűrik és palackozzák
- arany rum (oro): tölgyfa hordóban, legalább 3 évig érlelik, karamellel színezik
- fekete rum (anejo): testes, aromás fajta; legalább 5, de inkább 7-12 vagy még több évig érlelik
- fűszeres rum: az arany és fekete rumból készítik

## Rum-Verschnitt
A Rum-Verschnitt (németül „rumkeverék”)  Németországban gyártott olyan szeszes ital, mely alkoholtartalmának legalább egyhuszada rumból származik, és ezt finomszesszel egészítik ki, de az aromák és színezékek hozzáadása sem tiltott. Ezek közé tartozik az Inländerrumokhoz hasonló, korábban Magyarországon gyártott Portorico 60 is, melyet sokan tévesen „Puerto Ricó-i rumnak” neveznek.

## Egyéb cukornádpárlatok
Egyéb égetett szeszek is készülnek erjesztett cukornádléből vagy nádmelaszból. Ezek gyakran megfelelnek a rum definíciójának, de a gyártóik – a rumkészítés eltérő szokásaira hivatkozva – elhatárolódnak a rum elnevezéstől, és nem rumfajtáknak, hanem önálló italtípusoknak tekintik őket. Ilyen párlatok például a cachaça, a charanda vagy az aguardiente de caña.

## Felhasználása a konyhaművészetben
A rumpuncson túl az olyan jól ismert koktélok, mint a cuba libre és a daiquiri, piña colada és a mojito mind rumból készülnek. További példa a jagertee, amely rum és fekete tea keveréke.
A rumot ezenkívül sütéshez is használják. Ízesítőként használják süteményekhez mint a rumos golyó vagy a rumos torta. Gyakran használják gyümölcssaláták és gyümölcstorták ízesítésére, vagy akár húsok pácolására (leginkább a Karib-térségben). Különböző krémek, édes mártások ízesítésére is alkalmas.

## Fordítás
- Ez a szócikk részben vagy egészben  a   Rum című angol Wikipédia-szócikk fordításán alapul.  Az eredeti cikk szerkesztőit annak laptörténete sorolja fel. Ez a jelzés csupán a megfogalmazás eredetét és a szerzői jogokat jelzi, nem szolgál a cikkben szereplő információk forrásmegjelöléseként.